# سام ويليس
سام ويليس (بالإنجليزية: Sam Willis)‏ هو مؤرخ عسكري بريطاني، ولد في 24 أبريل 1977.

## وصلات خارجية
- الموقع الرسمي